# Shirō Emiya
Shirō Emiya (衛宮 士郎 Emiya Shirō?) es el protagonista de la novela visual japonesa y serie anime Fate/stay night. Su seiyū es Noriaki Sugiyama, en Latinoamérica su actor de doblaje es Paolo Campos.

## Descripción
Shirō es el personaje principal de la historia. Vive en la ciudad de Fuyuki. Es un joven serio, trabajador, y honesto. Sus pasatiempos incluyen reparar una gran variedad de objetos estropeados, desde vídeos hasta hornos, así como cocinar y limpiar. Tiene muy poco talento mágico, ya que fue desalentado por su padre adoptivo, Kuritsigu Emiya de mejorar sus talentos. Inicialmente está confundido por la Quinta Guerra del Santo Grial e intenta irracionalmente salvar a todos del peligro, incluyendo su propia Servant, Saber y entender.

## Historia
Una década antes, hacia el final de la Cuarta Guerra del Santo Grial, Fuyuki  fue consumida por un gran fuego, que asoló una gran porción de la ciudad y acabó con numerosas vidas, incluyendo a los auténticos padres de Shirō. Aunque él fue uno de los supervivientes del desastre, hubiera muerto si Kiritsugu no le hubiera encontrado. Éste, alentado por su propia compasión, curó al chico y lo aceptó como su hijo adoptivo.
Kiritsugu se revela él mismo como magus e intenta dejar al chico como su sucesor. Sin embargo, Shirō carece de habilidad y es incapaz de evolucionar incluso en la hechicería más rudimentaria. El único hechizo que logra realizar es el reforzamiento, un difícil y poco práctico hechizo, usado por escasos magi. Aun así, Kiritsugu paso su filosofía a Shirō, quizás de forma inadvertida y este a la vez sin darse cuenta tiene un increíble poder dentro teniendo la habilidad de crear cosas con la mente, hasta réplicas casi idénticas y lugares de una década pasada o inclusiva un nuevo recinto, este a su vez es el Yo pasado de Archer con quien nunca pareció llevarse bien y esto es a causa de que son demasiado diferentes, y Archer no soporta la inocencia e idealismo de su yo más joven. Siempre se mostró indiferente a Shirō aún sabiendo lo que acontecería al final y cual era su papel en todo esto, como paradoja en este comportamiento, el Servant siempre daba indicios y consejos a Shiro del poder que tenía en su interior. Más tarde se revela que Shiro es el Héroe de la justicia y como tal su destino es convertirse más tarde en un Servant dado su increíble poder y sacrificios que este ha hecho. Luego de ello Archer va en busca de Shiro para matarlo antes de que sea merecedor de tal tarea como futuro Servant, y así él no tener que seguir sufriendo, sabiendo que probablemente en las siguientes batallas por el Santo Grial este tendría que luchar otra vez y seguir derramando sangre. Shiro en obvia desventaja, emprende una pelea contra Archer que termina con la inesperada victoria del joven. Luego, aceptando en algún grado su derrota, le dice que tal vez el Destino no está escrito, para más tarde verse a Shiro quien como última voluntad dice que no se arrepiente de nada y que el Camino más difícil a veces es el que conlleva a menos derramamiento de sangre. Este entonces muere y pese a que no era el momento de su muerte, (lo siguiente hace referencia a un final falso) es cuestionable que Shiro fuese llevado a Avalon, recinto de Héroes y gente que en vidas pasadas fueron importantes por más allá de su poder, por los actos que este cumplió y la forma en que cambió la línea del tiempo y este concluye con este recibiendo a Saber en Avalon donde están otros Servants teniendo duelos amistosos y este a su vez también tiene un duelo con ella entre risas, tal como lo muestra el manga final de Fate/stay night demostrando que el destino puede ser cambiado.